# Réseau interurbain de la Corrèze
Le réseau de transports en commun interurbain départemental de la Corrèze se compose de 9 lignes régulières et 6 lignes scolaires, desservant notamment Tulle et Brive-la-Gaillarde, les deux pôles urbains du département.

## Liste des lignes
- Réseau Réseau interurbain de la Corrèze

| Ligne     | Caractéristiques | Caractéristiques                             | Caractéristiques                             | Caractéristiques                             | Caractéristiques                             | Caractéristiques                              | Caractéristiques                             | Caractéristiques                             | Caractéristiques                             |
| 225 (LR1) | Brive-la-Gaillarde ⥋ Saint Privat / Argentat | Brive-la-Gaillarde ⥋ Saint Privat / Argentat | Brive-la-Gaillarde ⥋ Saint Privat / Argentat | Brive-la-Gaillarde ⥋ Saint Privat / Argentat | Brive-la-Gaillarde ⥋ Saint Privat / Argentat | Brive-la-Gaillarde ⥋ Saint Privat / Argentat  | Brive-la-Gaillarde ⥋ Saint Privat / Argentat | Brive-la-Gaillarde ⥋ Saint Privat / Argentat | Brive-la-Gaillarde ⥋ Saint Privat / Argentat |
| --------- | --- | -------------------------------------------- | -------------------------------------------- | -------------------------------------------- | -------------------------------------------- | --------------------------------------------- | -------------------------------------------- | -------------------------------------------- | -------------------------------------------- |
| 225 (LR1) | Ouverture / Fermeture — / — | Longueur 74,7 km                             | Durée 1h55 min                               | Nb. d’arrêts 20                              | Matériel Car                                 | Jours de fonctionnement L, Ma, Me, J, V, S    | Jour / Soir / Nuit / Fêtes O / — / — / —     | Voy. / an —                                  | Dépôt —                                      |
| 225 (LR1) | Desserte : - communes desservies : Saint-Privat - Servieres-le-Chateau - Hautefage - Argentat - Saint-Chamant - Albussac - Beynat - Lanteuil - La-Chapelle-au-Brocs - Malemmort - Brive-la-Gaillarde                                                  |                                              |                                              |                                              |                                              |                                               |                                              |                                              |                                              |
| 225 (LR1) | Autre : Circule toute l'année, uniquement en période scolaire et pendant les vacances scolaire . |                                              |                                              |                                              |                                              |                                               |                                              |                                              |                                              |
| 225 (LR1) | Dernière actualisation : — |                                              |                                              |                                              |                                              |                                               |                                              |                                              |                                              |
| 271 (LR2) | Tulle ⥋ Brive-la-Gaillarde | Tulle ⥋ Brive-la-Gaillarde                   | Tulle ⥋ Brive-la-Gaillarde                   | Tulle ⥋ Brive-la-Gaillarde                   | Tulle ⥋ Brive-la-Gaillarde                   | Tulle ⥋ Brive-la-Gaillarde                    | Tulle ⥋ Brive-la-Gaillarde                   | Tulle ⥋ Brive-la-Gaillarde                   | Tulle ⥋ Brive-la-Gaillarde                   |
| 271 (LR2) | Ouverture / Fermeture — / — | Longueur 37 km                               | Durée 1h05 min                               | Nb. d’arrêts 19                              | Matériel Car                                 | Jours de fonctionnement L, Ma, Me, J, V, S    | Jour / Soir / Nuit / Fêtes O / N / — / —     | Voy. / an —                                  | Dépôt —                                      |
| 271 (LR2) | Desserte : - communes desservies : Tulle - Chameyrat - Favars - Saint-Germain-les-Vergnes - Sainte-Féréole - Malemeort - Brive-la-Gaillarde |                                              |                                              |                                              |                                              |                                               |                                              |                                              |                                              |
| 271 (LR2) | Autre : Circule toute l'année, uniquement en période scolaire et pendant les vacances scolaire . |                                              |                                              |                                              |                                              |                                               |                                              |                                              |                                              |
| 271 (LR2) | Dernière actualisation : — |                                              |                                              |                                              |                                              |                                               |                                              |                                              |                                              |
| 224 (LR3) | Brive-la-Gaillarde ⥋ Vayrac | Brive-la-Gaillarde ⥋ Vayrac                  | Brive-la-Gaillarde ⥋ Vayrac                  | Brive-la-Gaillarde ⥋ Vayrac                  | Brive-la-Gaillarde ⥋ Vayrac                  | Brive-la-Gaillarde ⥋ Vayrac                   | Brive-la-Gaillarde ⥋ Vayrac                  | Brive-la-Gaillarde ⥋ Vayrac                  | Brive-la-Gaillarde ⥋ Vayrac                  |
| 224 (LR3) | Ouverture / Fermeture — / — | Longueur 48 km                               | Durée 0h43 min                               | Nb. d’arrêts 14                              | Matériel Car                                 | Jours de fonctionnement L, Ma, Me, J, V, S    | Jour / Soir / Nuit / Fêtes O / — / — / —     | Voy. / an —                                  | Dépôt —                                      |
| 224 (LR3) | Desserte : - communes desservies : Vayrac - Saint-Michel-de-Banniere - Condat - Les-4-routes - Turennes - Jugeals-Nazareth - Brive-la-Gaillarde |                                              |                                              |                                              |                                              |                                               |                                              |                                              |                                              |
| 224 (LR3) | Autre : Circule toute l'année, uniquement en période scolaire et pendant les vacances scolaire . |                                              |                                              |                                              |                                              |                                               |                                              |                                              |                                              |
| 224 (LR3) | Dernière actualisation : — |                                              |                                              |                                              |                                              |                                               |                                              |                                              |                                              |
| 223 (LR4) | Brive-la-Gaillarde ⥋ Meyssac | Brive-la-Gaillarde ⥋ Meyssac                 | Brive-la-Gaillarde ⥋ Meyssac                 | Brive-la-Gaillarde ⥋ Meyssac                 | Brive-la-Gaillarde ⥋ Meyssac                 | Brive-la-Gaillarde ⥋ Meyssac                  | Brive-la-Gaillarde ⥋ Meyssac                 | Brive-la-Gaillarde ⥋ Meyssac                 | Brive-la-Gaillarde ⥋ Meyssac                 |
| 223 (LR4) | Ouverture / Fermeture — / — | Longueur 39,5 km                             | Durée 0h42 min                               | Nb. d’arrêts 21                              | Matériel Car                                 | Jours de fonctionnement L, Ma, Me, J, V, S    | Jour / Soir / Nuit / Fêtes O / — / — / —     | Voy. / an —                                  | Dépôt —                                      |
| 223 (LR4) | Desserte : - communes desservies : Meyssac - Collonges-la-Rouge - Ligneyrac - Turenne - Noailhac - Jugeals-Nazareth - Brive-la-Gaillarde |                                              |                                              |                                              |                                              |                                               |                                              |                                              |                                              |
| 223 (LR4) | Autre : Circule toute l'année, uniquement en période scolaire et pendant les vacances scolaire . |                                              |                                              |                                              |                                              |                                               |                                              |                                              |                                              |
| 223 (LR4) | Dernière actualisation : — |                                              |                                              |                                              |                                              |                                               |                                              |                                              |                                              |
| 239 (LR5) | Brive-la-Gaillarde ⥋ Objat / Lubersac | Brive-la-Gaillarde ⥋ Objat / Lubersac        | Brive-la-Gaillarde ⥋ Objat / Lubersac        | Brive-la-Gaillarde ⥋ Objat / Lubersac        | Brive-la-Gaillarde ⥋ Objat / Lubersac        | Brive-la-Gaillarde ⥋ Objat / Lubersac         | Brive-la-Gaillarde ⥋ Objat / Lubersac        | Brive-la-Gaillarde ⥋ Objat / Lubersac        | Brive-la-Gaillarde ⥋ Objat / Lubersac        |
| 239 (LR5) | Ouverture / Fermeture — / — | Longueur 95 km                               | Durée 1h40 min                               | Nb. d’arrêts 33                              | Matériel Car                                 | Jours de fonctionnement L, Ma, Me, J, V, S    | Jour / Soir / Nuit / Fêtes O / — / — / —     | Voy. / an —                                  | Dépôt —                                      |
| 239 (LR5) | Desserte : - communes desservies : Salagnac - Juillac - Chabrignac - Saint-Bonnet-la-Riviere - Vignols - Saint-Solve - Lubersac - Arnac-Pompadour - Troche - Beyssac - Oradour-sur-Vezere - Voutezac - Objat - Allassac - Varetz - Brive-la-Gaillarde |                                              |                                              |                                              |                                              |                                               |                                              |                                              |                                              |
| 239 (LR5) | Autre : Circule toute l'année, uniquement en période scolaire et pendant les vacances scolaire . |                                              |                                              |                                              |                                              |                                               |                                              |                                              |                                              |
| 239 (LR5) | Dernière actualisation : — |                                              |                                              |                                              |                                              |                                               |                                              |                                              |                                              |
| 272 (R6)  | Tulle ⥋ Limoges | Tulle ⥋ Limoges                              | Tulle ⥋ Limoges                              | Tulle ⥋ Limoges                              | Tulle ⥋ Limoges                              | Tulle ⥋ Limoges                               | Tulle ⥋ Limoges                              | Tulle ⥋ Limoges                              | Tulle ⥋ Limoges                              |
| 272 (R6)  | Ouverture / Fermeture — / — | Longueur 184,4 km                            | Durée 1h21 min                               | Nb. d’arrêts 26                              | Matériel Car                                 | Jours de fonctionnement L, Ma, Me, J, V, S, D | Jour / Soir / Nuit / Fêtes O / — / — / —     | Voy. / an —                                  | Dépôt —                                      |
| 272 (R6)  | Desserte : - communes desservies : Tulle - Naves - Seilhac - Chamboulive - Le Lonzac - Affieux - Treignac - Chamberet - Peyrissac - Rilhac-Treignac - Meilhards - Espartignac - Vigeois - Uzerche - Masseret - Limoges                                |                                              |                                              |                                              |                                              |                                               |                                              |                                              |                                              |
| 272 (R6)  | Autre : Circule toute l'année, même les jours fériés. |                                              |                                              |                                              |                                              |                                               |                                              |                                              |                                              |
| 272 (R6)  | Dernière actualisation : — |                                              |                                              |                                              |                                              |                                               |                                              |                                              |                                              |
| 273 (LR7) | Tulle ⥋ Argentat-sur-Dordogne | Tulle ⥋ Argentat-sur-Dordogne                | Tulle ⥋ Argentat-sur-Dordogne                | Tulle ⥋ Argentat-sur-Dordogne                | Tulle ⥋ Argentat-sur-Dordogne                | Tulle ⥋ Argentat-sur-Dordogne                 | Tulle ⥋ Argentat-sur-Dordogne                | Tulle ⥋ Argentat-sur-Dordogne                | Tulle ⥋ Argentat-sur-Dordogne                |
| 273 (LR7) | Ouverture / Fermeture — / — | Longueur 35,6 km                             | Durée 0h40 min                               | Nb. d’arrêts 7                               | Matériel Car                                 | Jours de fonctionnement L, Ma, Me, J, V       | Jour / Soir / Nuit / Fêtes O / — / — / —     | Voy. / an —                                  | Dépôt —                                      |
| 273 (LR7) | Desserte : - communes desservies : Argentat - Saint-Chamant - Forges - Lagarde-Marc-la-Tour - Tulle |                                              |                                              |                                              |                                              |                                               |                                              |                                              |                                              |
| 273 (LR7) | Autre : Circule toute l'année, uniquement en période scolaire et pendant les vacances scolaire . |                                              |                                              |                                              |                                              |                                               |                                              |                                              |                                              |
| 273 (LR7) | Dernière actualisation : — |                                              |                                              |                                              |                                              |                                               |                                              |                                              |                                              |
| 221 (LR8) | Brive-la-Gaillarde ⥋ Uzerche | Brive-la-Gaillarde ⥋ Uzerche                 | Brive-la-Gaillarde ⥋ Uzerche                 | Brive-la-Gaillarde ⥋ Uzerche                 | Brive-la-Gaillarde ⥋ Uzerche                 | Brive-la-Gaillarde ⥋ Uzerche                  | Brive-la-Gaillarde ⥋ Uzerche                 | Brive-la-Gaillarde ⥋ Uzerche                 | Brive-la-Gaillarde ⥋ Uzerche                 |
| 221 (LR8) | Ouverture / Fermeture — / — | Longueur 49 km                               | Durée 1h20 min                               | Nb. d’arrêts 32                              | Matériel Car                                 | Jours de fonctionnement L, Ma, Me, J, V, S    | Jour / Soir / Nuit / Fêtes O / — / — / —     | Voy. / an —                                  | Dépôt —                                      |
| 221 (LR8) | Desserte : - communes desservies : Uzerche - Vigeois - Perpezac-le-Noir - Saint-Pardoux-l'Ortigier - Sadroc - Donzenac - Ussac - Brive-la-Gaillarde                                                                                                   |                                              |                                              |                                              |                                              |                                               |                                              |                                              |                                              |
| 221 (LR8) | Autre : Circule toute l'année, uniquement en période scolaire et pendant les vacances scolaire . |                                              |                                              |                                              |                                              |                                               |                                              |                                              |                                              |
| 221 (LR8) | Dernière actualisation : — |                                              |                                              |                                              |                                              |                                               |                                              |                                              |                                              |
| 222 (LR9) | Brive-la-Gaillarde ⥋ Beaulieu-sur-Dordogne | Brive-la-Gaillarde ⥋ Beaulieu-sur-Dordogne   | Brive-la-Gaillarde ⥋ Beaulieu-sur-Dordogne   | Brive-la-Gaillarde ⥋ Beaulieu-sur-Dordogne   | Brive-la-Gaillarde ⥋ Beaulieu-sur-Dordogne   | Brive-la-Gaillarde ⥋ Beaulieu-sur-Dordogne    | Brive-la-Gaillarde ⥋ Beaulieu-sur-Dordogne   | Brive-la-Gaillarde ⥋ Beaulieu-sur-Dordogne   | Brive-la-Gaillarde ⥋ Beaulieu-sur-Dordogne   |
| 222 (LR9) | Ouverture / Fermeture — / — | Longueur 56 km                               | Durée 1h05 min                               | Nb. d’arrêts 19                              | Matériel Car                                 | Jours de fonctionnement L, Ma, Me, J, V, S    | Jour / Soir / Nuit / Fêtes O / — / — / —     | Voy. / an —                                  | Dépôt —                                      |
| 222 (LR9) | Desserte : - communes desservies : Beaulieu-sur-Dordogne - Nonards - Tudeils - Puy-d'Arnac - Marcillac-la-Croze - Saint-Bazile-de-Meyssac - Le Pescher - Serilhac - Beynat - Lanteuil - La-Chapelle-aux-Brocs - Brive-la-Gaillarde                    |                                              |                                              |                                              |                                              |                                               |                                              |                                              |                                              |
| 222 (LR9) | Autre : Circule toute l'année, uniquement en période scolaire et pendant les vacances scolaire . |                                              |                                              |                                              |                                              |                                               |                                              |                                              |                                              |
| 222 (LR9) | Dernière actualisation : — |                                              |                                              |                                              |                                              |                                               |                                              |                                              |                                              |